# Liste der Monuments historiques in Saint-Cyr-la-Rivière
Die Liste der Monuments historiques in Saint-Cyr-la-Rivière führt die Monuments historiques in der französischen Gemeinde Saint-Cyr-la-Rivière auf.

## Liste der Bauwerke
| Bezeichnung               | Beschreibung | Standort | Kennzeichnung | Schutzstatus | Datum | Bild |
| ------------------------- | ------------ | -------- | ------------- | ------------ | ----- | ---- |
| Kirche St-Cyr-Ste-Julitte |              | (Lage)   | PA00087998    | Inscrit      | 1965  |      |

## Liste der Objekte
- Monuments historiques (Objekte) in Saint-Cyr-la-Rivière der Base Palissy des französischen Kultusministeriums